# Progetto Rosetta
Il progetto Rosetta è un progetto di collaborazione mondiale tra specialisti linguisti e persone madrelingua volto a realizzare una versione moderna della stele di Rosetta.
Lo scopo è quello di rilevare e archiviare un totale di 1000 lingue sulle 7000 parlate nel mondo, alcune delle quali sono parlate da meno di un centinaio di persone.
Altre lingue sono considerate in estinzione soprattutto a causa della diffusione dell'inglese nelle società.
Si stima che dal 50 al 90% delle lingue parlate nel mondo scomparirà entro un secolo, molte delle quali senza lasciare alcuna documentazione significativa. Molto del materiale prodotto, specialmente per le lingue minori, rimane nascosto in piccoli archivi personali, mantenuti e scarsamente finanziati.
Allo scopo di preservare questa diversità linguistica, la Long Now Foundation sta creando un archivio permanente online.
La collaborazione è aperta e basata su contributi liberi. Il processo di revisione impiegato è simile a quello adottato per creare il primo Oxford English Dictionary. I dati risultanti sono pubblicati in tre modi:
- Un disco in lega di nichel di 5,08 cm di diametro inciso, con una durata di vita stimata in 2000 anni. Un gran numero di dischi viene distribuito in un contenitore protettivo a privati e istituzioni interessate. Una versione 1.0 del disco è stata completata nell'autunno 2002. Il disco contiene circa tredicimila pagine  di testo, leggibili con un microscopio
- Un monumentale manuale di riferimento cartaceo;
- Un archivio online in continua espansione;

Il progetto, mantenuto dalla Long Now Foundation, sta cercando di realizzare un punto di riferimento comune per gli studiosi di linguistica comparata, gli antropologi e gli educatori.
In particolare sono perseguite tre finalità:
- Creare un archivio linguistico comparativo senza precedenti;
- Sviluppare e distribuire quanto più possibile uno strumento linguistico che possa aiutare a recuperare le lingue in pericolo in un prossimo futuro;
- Realizzare un oggetto che rappresenti esteticamente l'immensa diversità linguistica dei linguaggi umani, come elemento tangibile della sopravvivenza di questo patrimonio;

Il corpo dell'archivio di 1000 lingue cresce come struttura di tre testi paralleli, similmente alla stele di Rosetta, archiviando dieci elementi descrittivi per ciascun linguaggio.
Si vuole realizzare una comunità open source, un "Linux linguistico",  uno sforzo di collaborazione online tra le esperienze e i contributi di migliaia di specialisti accademici e persone parlanti le diverse lingue nel mondo.
Il progetto sta anche organizzando gruppi di ricerca nelle università di Stanford e Berkeley in California, alla Biblioteca del Congresso di Washington ed all'American Summer Institute of Linguistics di San Francisco.